# 阿瓦利亞尼山
15°33′26″S 70°34′34″W / 15.55722°S 70.57611°W
阿瓦利亞尼山（Awallani），是秘魯的山峰，位於該國南部普諾大區，由帕拉蒂亞區和聖盧西亞區負責管轄，屬於安地斯山脈的一部分，海拔高度4,800米。